# GSLV III (ракета-носій)

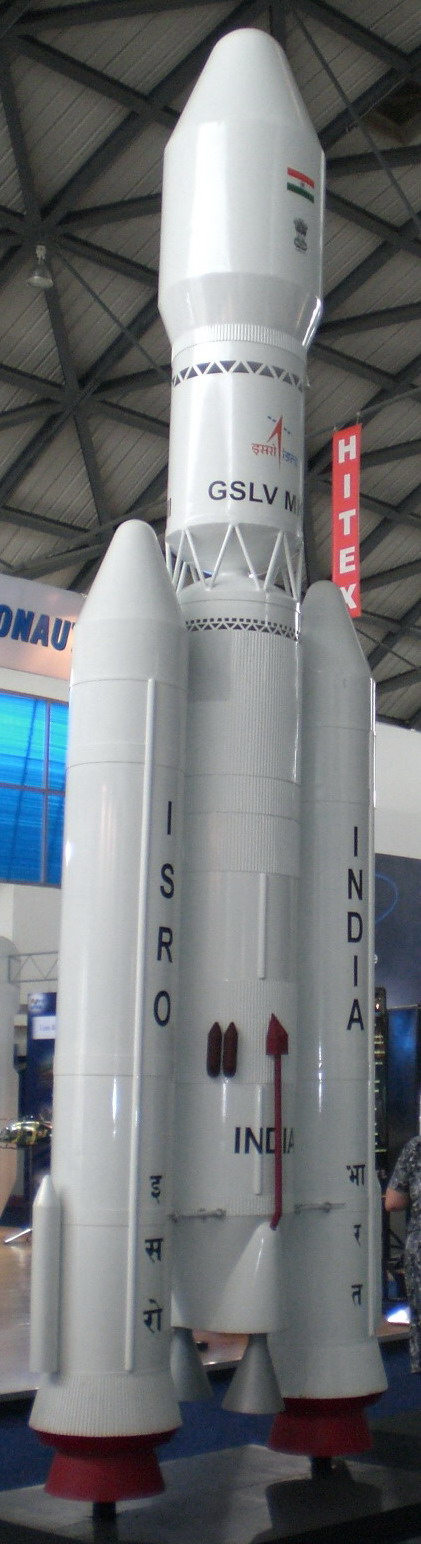
Модель ракети-носія для запуску геосинхронних супутників версія 3

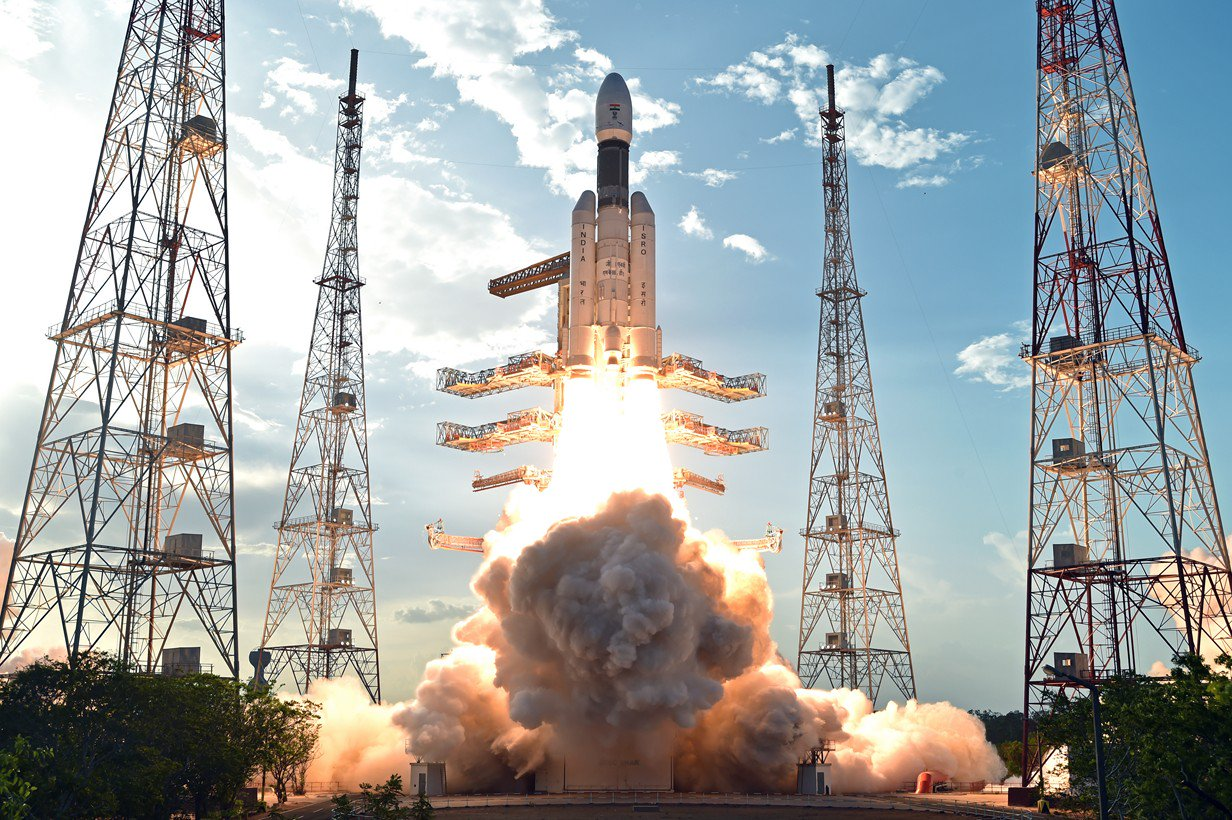
Перший орбітальний політ GSLV Mk III

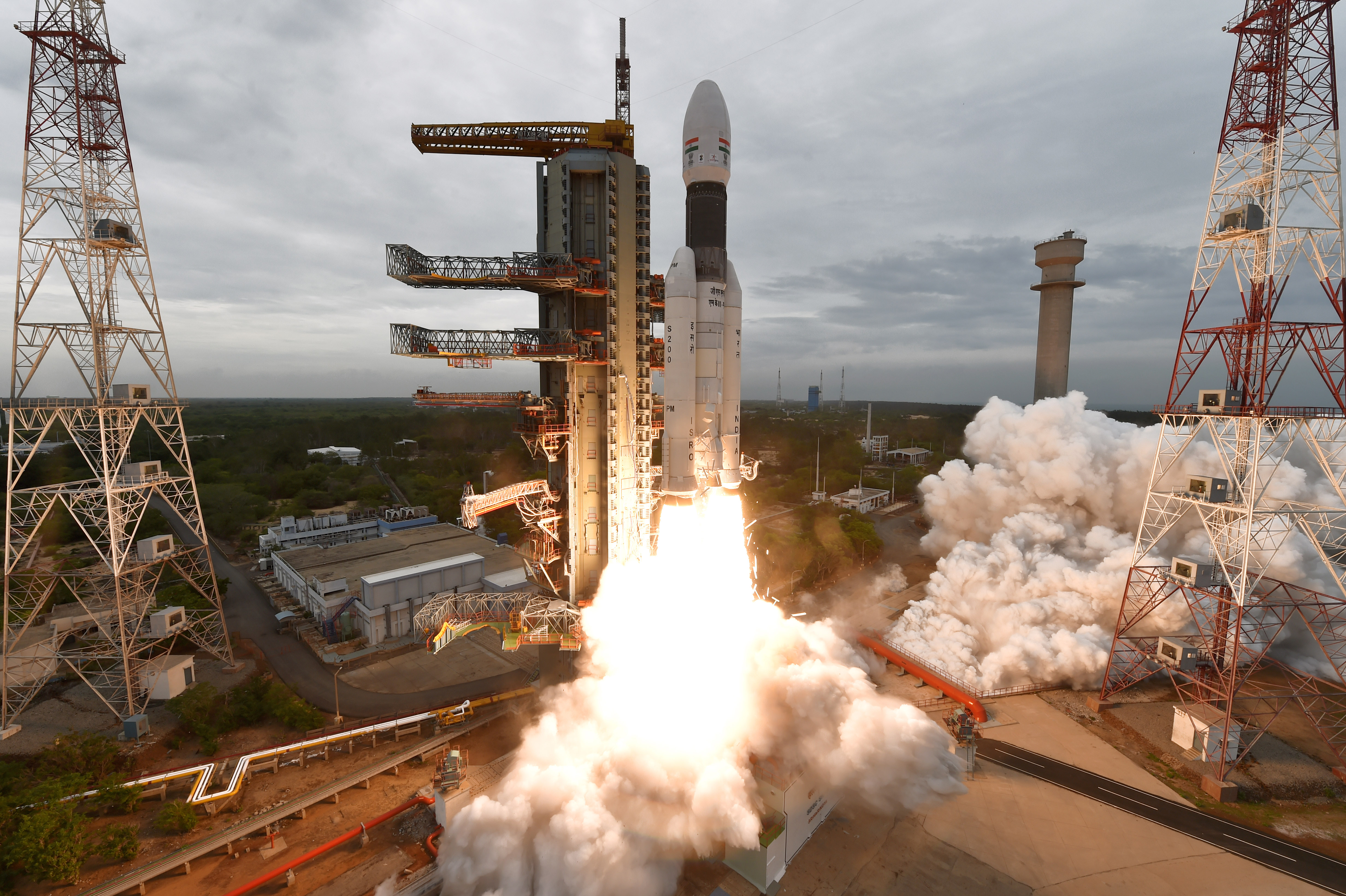
Перший оперативний політ GSLV Mk III, що переносить Чандраян-2

«GSLV Mk.3» (англ. Geosynchronous Satellite Launch Vehicle MarK III, Ракета-носій для Запусків Геосинхроних Супутників, Версія 3) — одноразова індійська ракета-носій, призначена для виведення корисного навантаження на низьку опорну орбіту (НОО) або геостаціонарну орбіту (ГСО). Належить до ракет середнього класу. РН виробляється Індійською організацією космічних досліджень і розробок (ІОКДР) та дозволяє Індії зменшити іноземну залежність у виведенні важких вантажів на орбіту. «GSLV Mk.3» використовує розроблений Індією кріогенний двигун. Модифікація цієї ракети буде використовуватися для пілотованого польоту.
Перший (суборбітальний) політ відбувся 18 грудня 2014 року. Орбітальний запуск здійснили 17 червня 2017 року.

## Місії

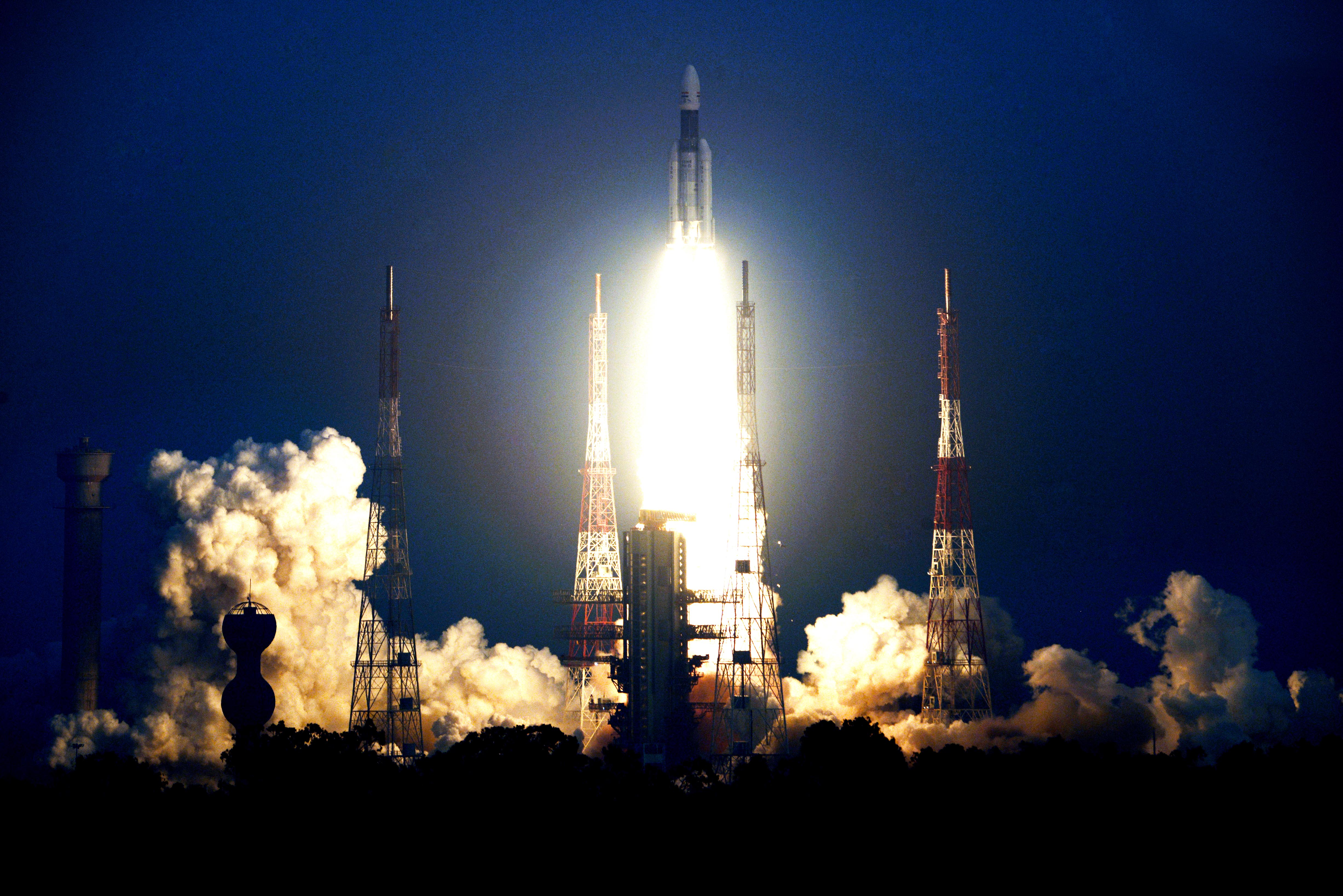
Запуск GSLV Mk III D2
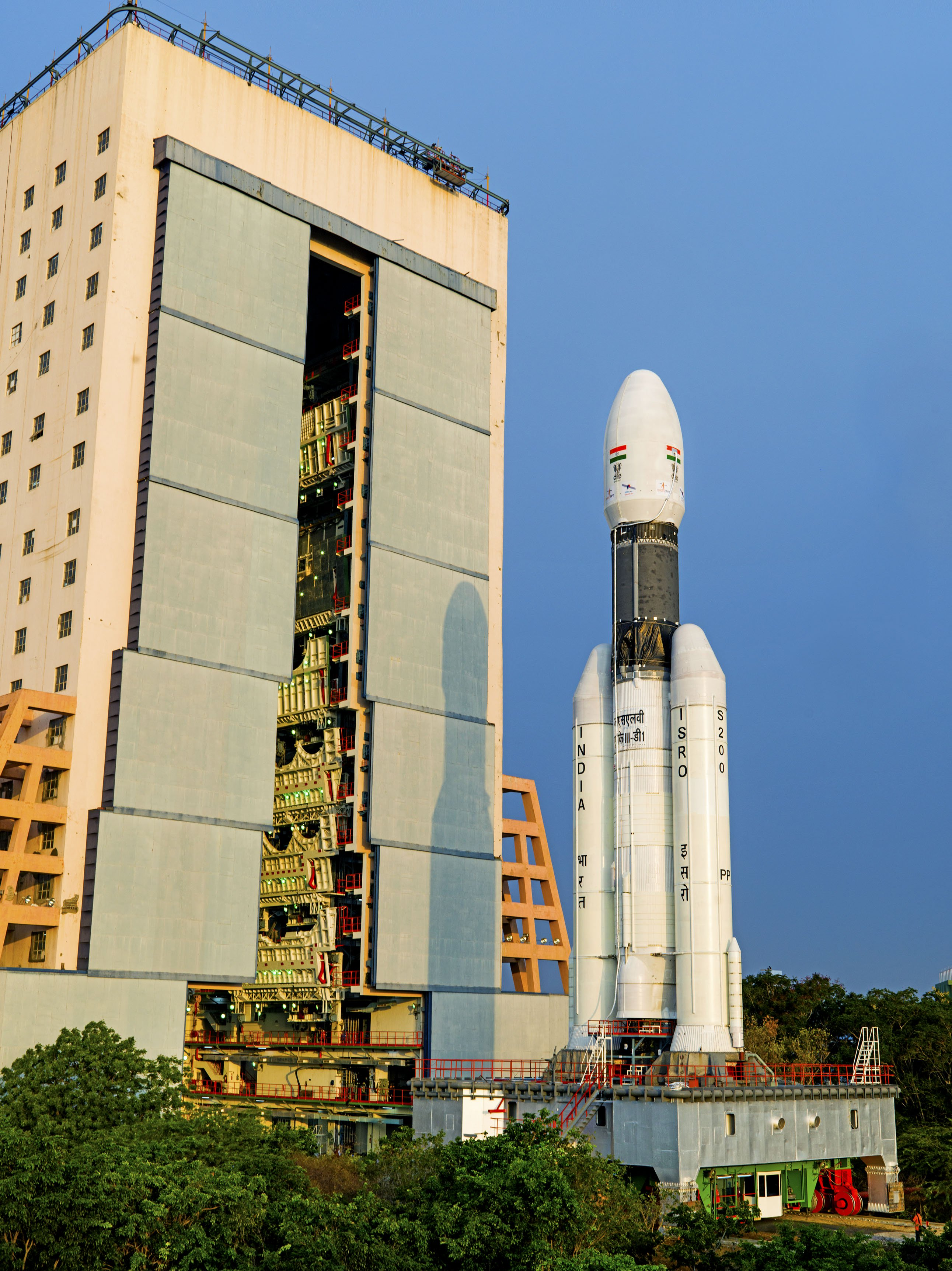
GSLV-Mk III-D1 переміщується зі споруди складання транспортного засобу на другий стартовий майданчик.
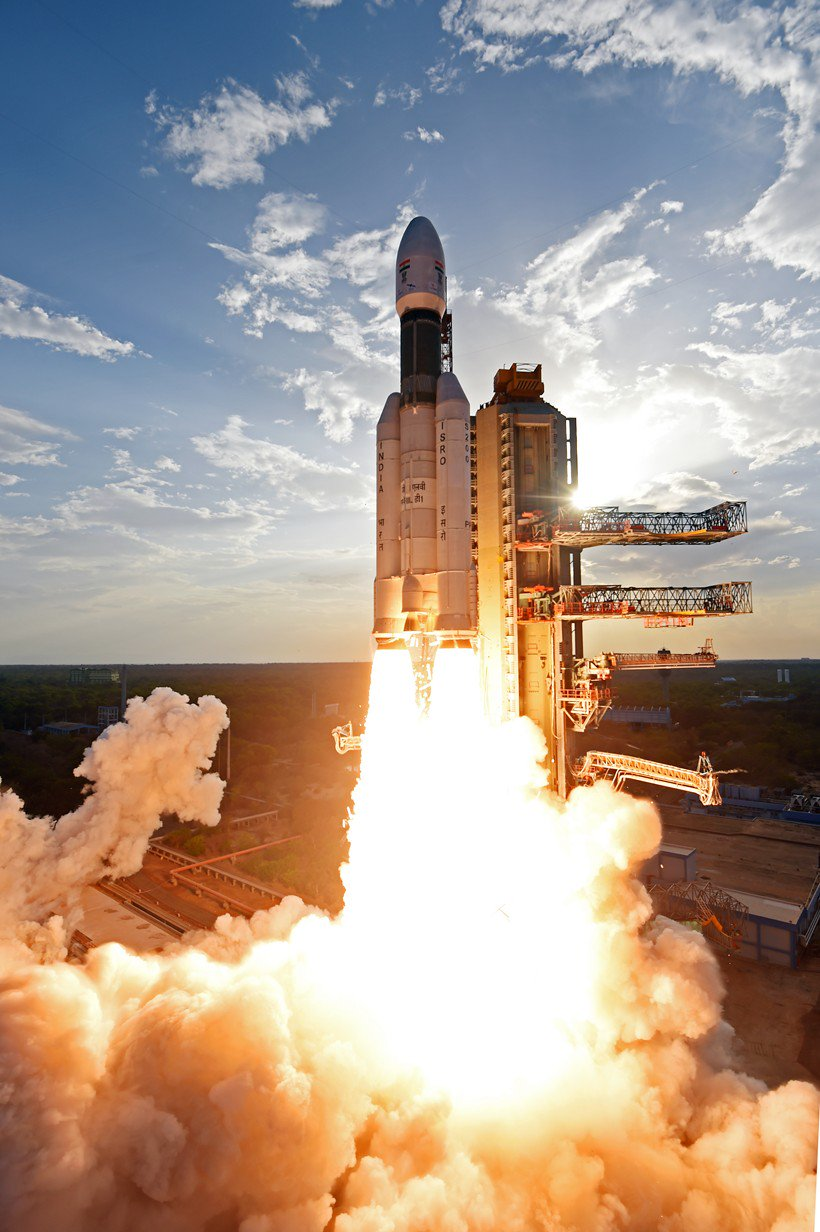
Підняття GSLV Mk III D1
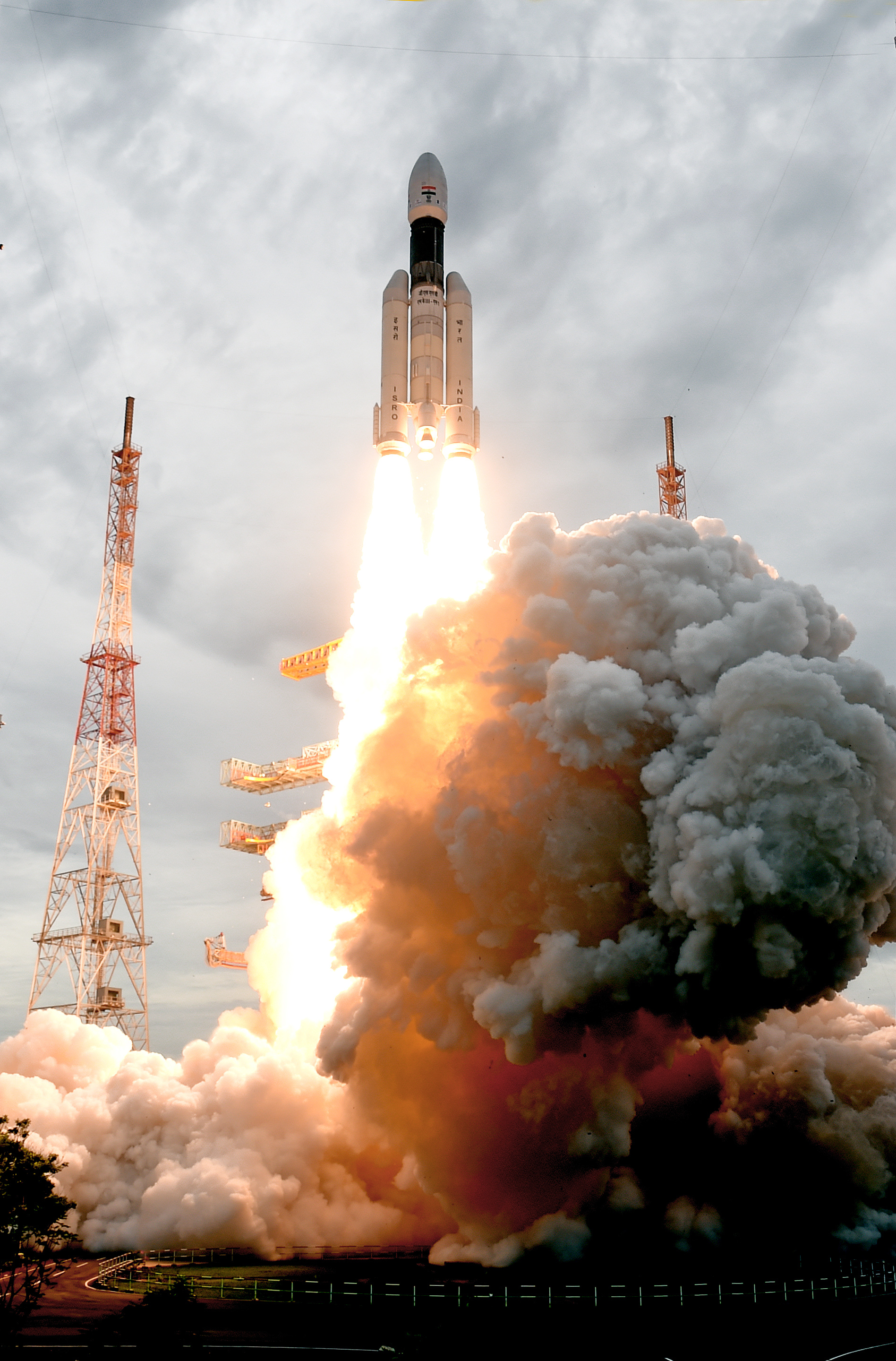
Підняття GSLV Mk III M1
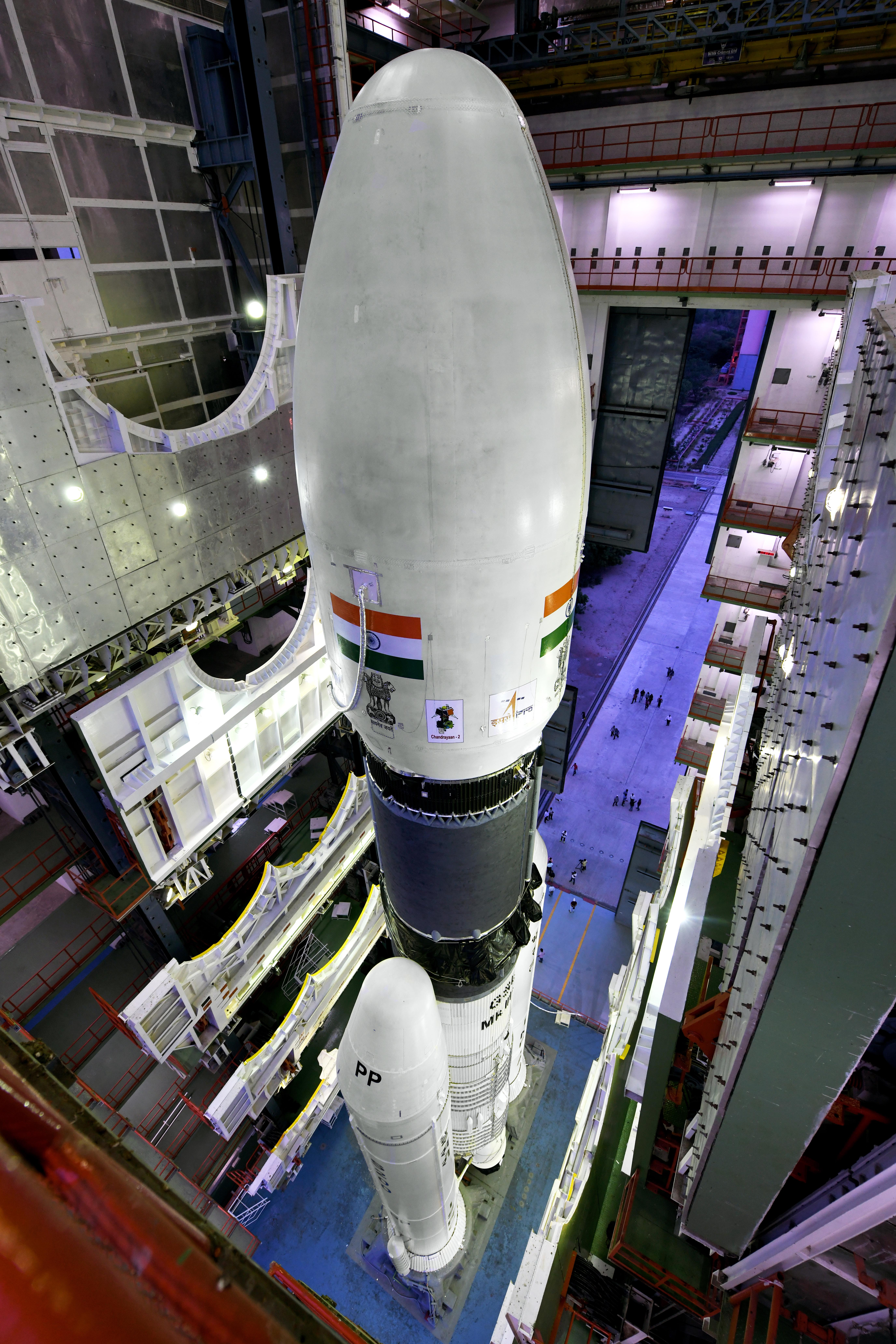
M1 у будівлі складання транспортного засобу

## Інтернет-ресурси
- Bharat-Rakshak GSLV-III information
- New Scientist article including GSLV-III diagram